# 中国铁建
中国铁道建筑集团有限公司，简称中国铁建集团、中铁建，是中华人民共和国一家主要从事基础设施工程建设的特大型中央企业。
中国铁建集团前身是中国人民解放军铁道兵。中國鐵建是中國特大型綜合建設集團之一，也是國內最大的鐵路和公路工程承包商之一。按工程承包業務收入計算，公司已連續三年成為中國最大工程承包商，2006年排名全球第六大工程承包商。中國鐵建承建全國各地鐵道、高速公路等大型項目。在融資方面，在國內發行債券也不少。

## 历史
1984年1月1日，铁道兵部队集体转业改为“铁道部工程指挥部”。
1989年7月1日，根据铁道部政治部铁劳（1989）69号《关于成立中国铁道建筑总公司的决定》，改称“中国铁道建筑总公司”。
2007年11月由中国铁道建筑总公司独家发起成立中国铁建股份有限公司。

## 图标设计
Logo的背景设计源于经纬纵横的抽象式地球转变而来，寓意着中国铁建始终坚持国际化发展，向着“最值得信赖的世界一流综合建设产业集团”，践行“编织大地经纬 成就美好未来”的使命。
“CRCC”的红色字母设计组合，犹如一列高速奔驰的列车，寓意着“逢山凿路 遇水架桥”，引领行业发展。
而方正工整的“中国铁建”，则增加了其图标的辨识度与厚重感。

## 中国铁建股份
中国铁建股份有限公司（英語：China Railway Construction Corporation，縮寫；港交所：1186，上交所：601186），中国铁建股份于2007年11月由中国铁道建筑总公司独家发起成立，为沪、港两地上市公司。
2008年2月，中國鐵建分別在上海按每股9.08人民幣公開發售A股，以及在香港按每股10.7港元公開發售H股。2008年3月10日，中國鐵建A股首日收市價是11.64人民幣，較招股價升28%。
中國鐵建H股股票編號是1186，這是一個循環再用的舊號碼，電訊盈科的前身盈科數碼動力及惠理基金旗下基金VP Greenchip亦曾經使用過。
2008年3月13日，中國鐵建H股首日收市價是12.00港元，較招股價漲12%，但在3月18日因市況惡化而曾經跌穿招股價。
2008年9月8日起，中國鐵建加入恆生國企指數成份股。至2012年6月被剔除。

## 业务与事件

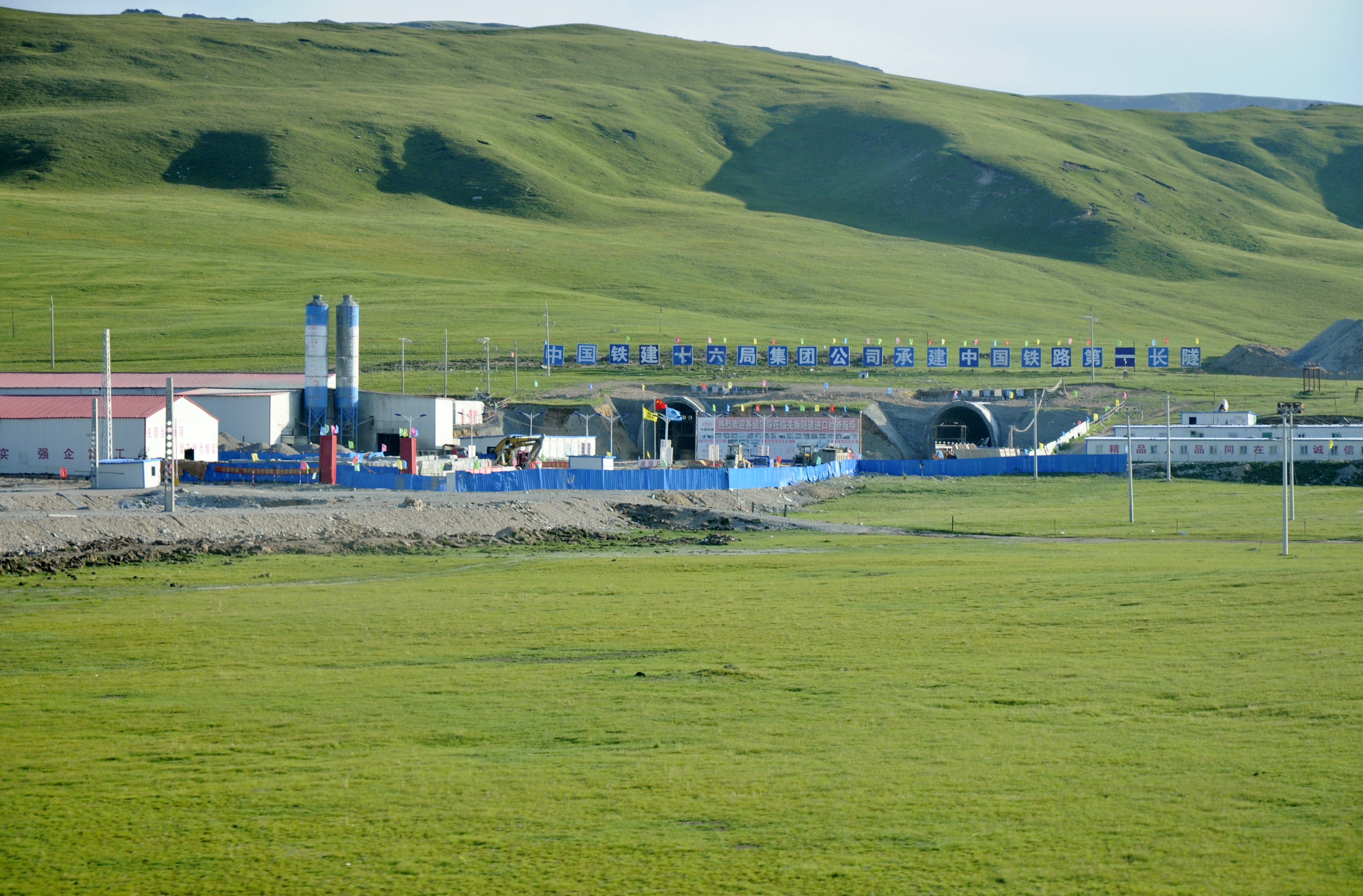
中铁十六局正在建设中的关角隧道（攝於2011年7月21日）

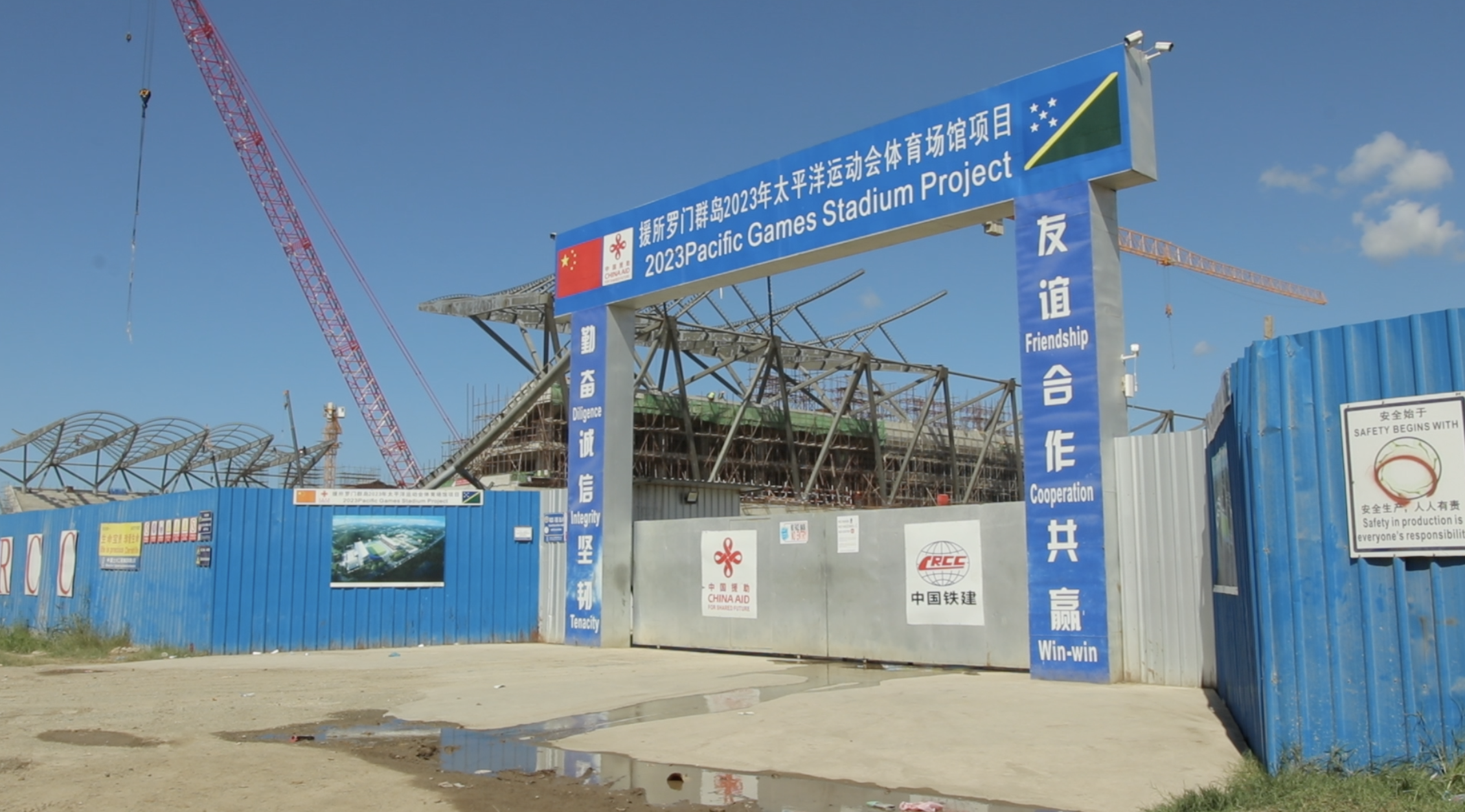
中国铁建援所罗门群岛2023年太平洋运动会体育场馆项目

- 2014年11月3日墨西哥政府於今日宣佈，该国中部的高速鐵路計畫，總預算高達37億美金的建設計畫將由中國鐵建集團得標，這筆金額將中国进出口银行承貸，該計畫將由首都墨西哥城出發，終點至该国中部的克雷塔羅為止。[9]
- 2015年11月20日，中國鐵建赴馬里交通部洽談合作項目的三名員工在巴馬科麗笙酒店襲擊事件中不幸遇難，分別是：中國鐵建國際集團總經理周天想，中國鐵建國際集團副總經理王選尚，中國鐵建國際集團西非公司總經理常學輝。[10]
- 2017年4月19日，中國鐵建轄下中鐵十四局及中土工程承建的深圳地鐵望基湖停車場發生工業意外，導致工人1死3傷，事後被市政府下令停工三日，並暫列入承建商「紅色警示」名單三個月。
- 2019年7月3日，中國鐵建公布與科特迪瓦建築與房地產管理公司簽訂新城項目商務合同，所涉金額約2.35萬億西非法郎（不含稅），折合約279.65億元人民幣，約佔該集團按內地會計準則下的去年營業收入的3.83％。[11]
- 2020年8月16日，中国铁建股份有限公司董事长、执行董事、党委书记及董事会提名委员会主席陈奋健坠楼身亡。[12]
- 2021年6月，旗下铁建重工于上交所科创板混改上市，为首单央企分拆子公司A股上市案例[13]。
- 2022年5月，中国铁建下属中铁十一局三公司北京地铁既有线改造项目驻地出现2019冠状病毒病聚集性疫情，随后中铁十一局党委书记、董事长、疫情防控工作领导小组组长陈志明等6名责任人员被问责处理[14]。
- 2023年12月20日，乌克兰国家预防腐败局将中国铁建列入“国际战争赞助商”名单。该局网站上公布的材料中声称：“中国铁建股份有限公司至今仍继续在俄罗斯开展业务，修建地铁、桥梁和高速公路。这成为了将该公司列入国家预防腐败局国际战争赞助商名单的依据”[15]。21日，中华人民共和国外交部发言人汪文斌表示坚决反对，要求乌方立即纠正错误，消除负面影响。[16]

## 被美國制裁
2020年11月，美國總統唐納德·川普發布行政命令，禁止任何美國公司或個人持有美國國防部列為與中國人民解放軍有聯繫的公司的股份，其中包括中國鐵建。

## 下属企业

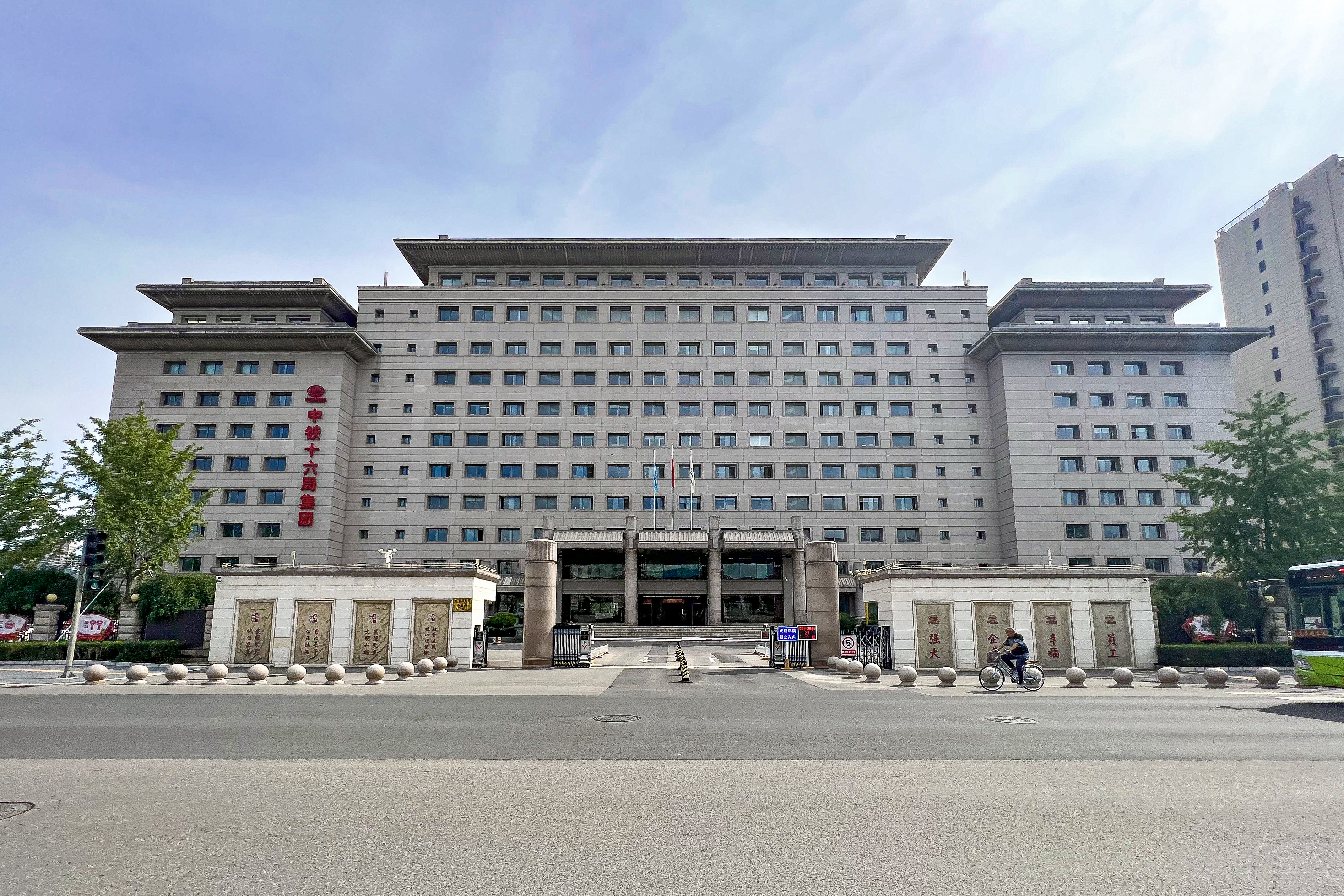
中铁十六局集团总部

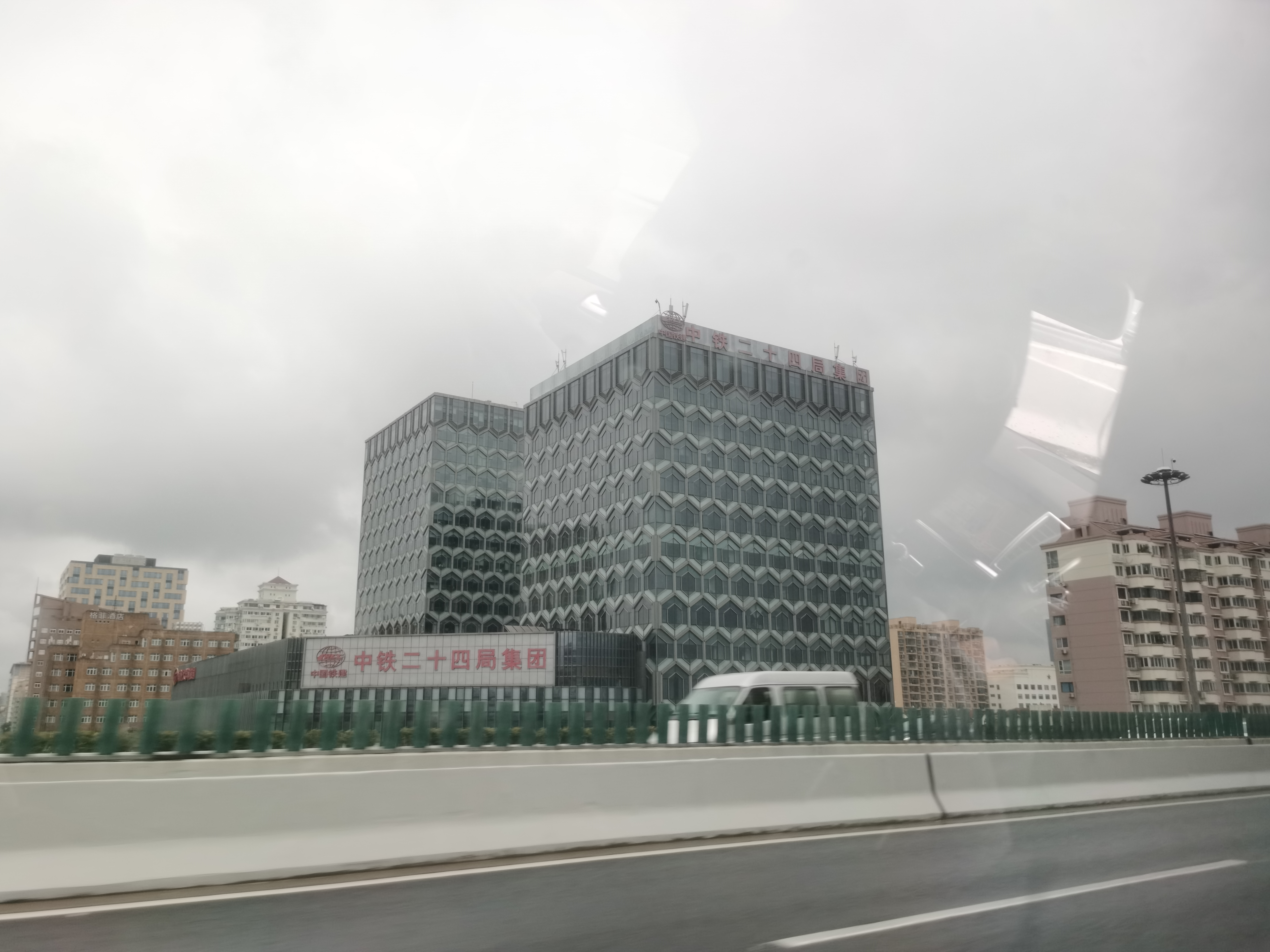
中铁二十四局集团总部

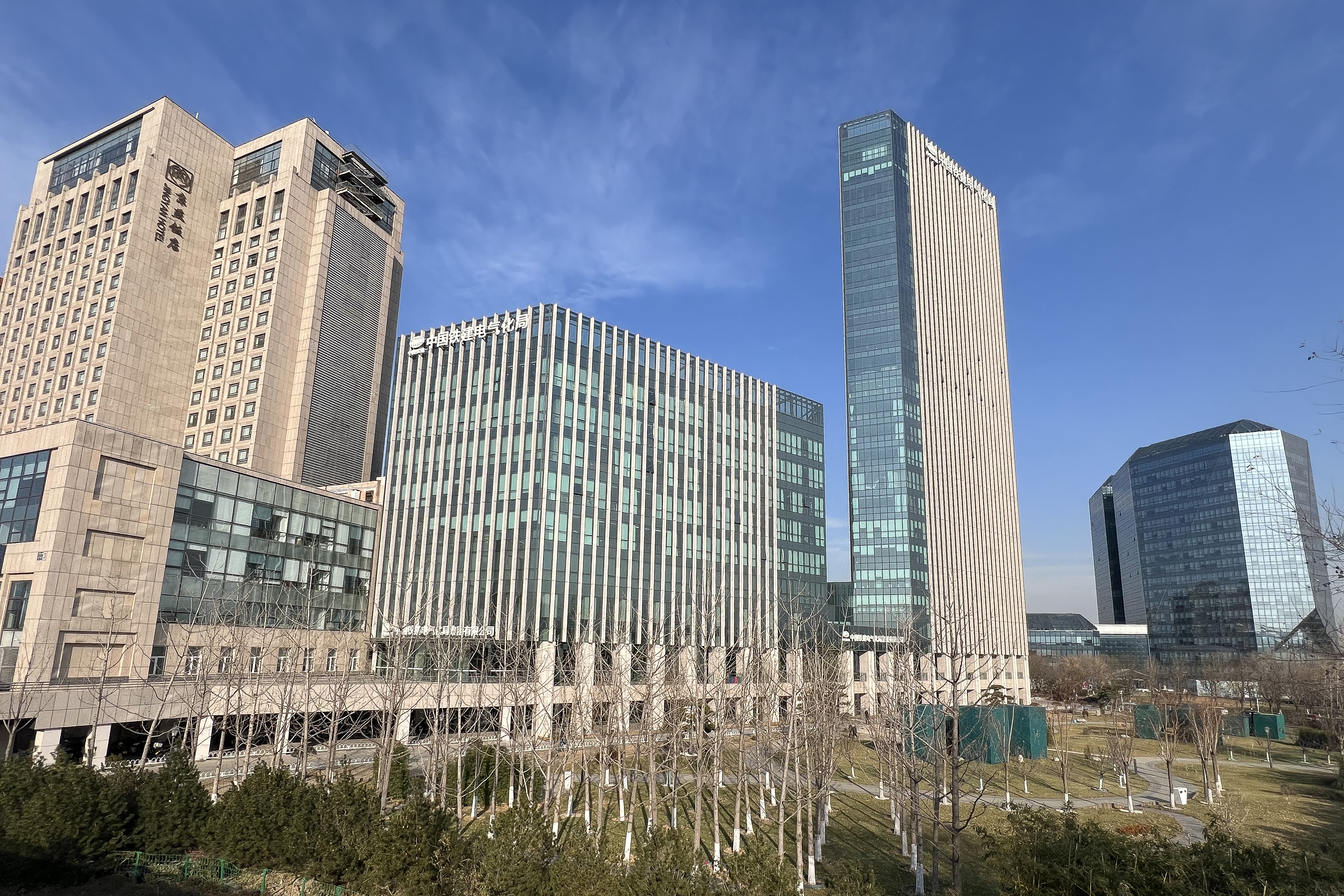
中国铁建电气化局集团有限公司

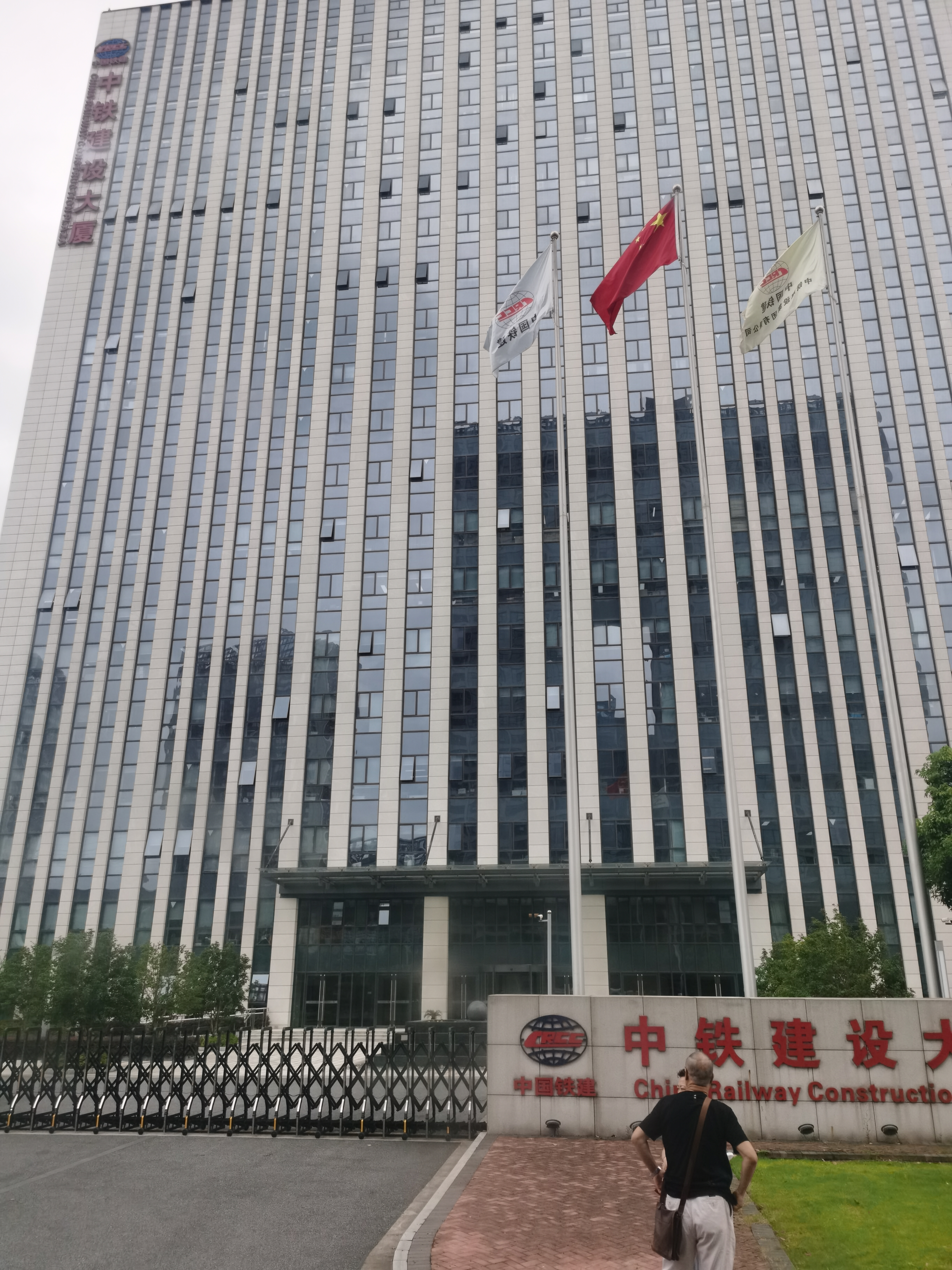
中铁建设大厦（昆山），中铁建设华东工程的总部

列下：
| 企业名                           | 地址                                      | 简介                                                                                               |
| -------------------------------- | ----------------------------------------- | -------------------------------------------------------------------------------------------------- |
| 中铁十一局集团有限公司           | 武汉市武昌区中山路347号                   | 铁道兵第一师                                                                                       |
| 中铁十二局集团有限公司           | 太原市西矿街130号                         | 铁道兵第二师                                                                                       |
| 中国铁建大桥工程局集团有限公司   | 天津空港经济区中环西路32号天津铁建大厦    | 铁道兵第三师 （原在长春市），2014年4月由中铁十三局集团有限公司改名为中国铁建大桥工程局集团有限公司 |
| 中铁十四局集团有限公司           | 济南市奥体西路2666号                      | 铁道兵第四师                                                                                       |
| 中铁十五局集团有限公司           | 上海市静安区共和新路666号                 | 铁道兵第五、六师                                                                                   |
| 中铁十六局集团有限公司           | 北京市朝阳区红松园北里2号                 | 铁道兵第十一师                                                                                     |
| 中铁十七局集团有限公司           | 太原市平阳路84号                          | 铁道兵第七师                                                                                       |
| 中铁十八局集团有限公司           | 天津市河西区柳林东                        | 铁道兵第八师                                                                                       |
| 中铁十九局集团有限公司           | 北京市北京经济技术开发区荣华南路19号      | 铁道兵第九师 原在辽阳市。                                                                          |
| 中铁二十局集团有限公司           | 西安市太华北路89号                        | 铁道兵第十师 原在咸阳市。                                                                          |
| 中铁二十一局集团有限公司         | 兰州市和平路63号                          | 兰州局、乌鲁木齐局、20局三公司合并                                                                 |
| 中铁二十二局集团有限公司         | 北京市石景山区石景山路35号                | 中铁工程、哈尔滨局、18局四公司合并                                                                 |
| 中铁二十三局集团有限公司         | 成都市青羊区二环路西二段10号附1号         | 齐齐哈尔、中铁路桥、14局1公司、15局3公司合并                                                       |
| 中铁二十四局集团有限公司         | 上海市会文路2号                           | 2004年3月16日，上海铁路局与南昌铁路局的铁路建筑单位合并划归中国铁建                                |
| 中铁二十五局集团有限公司         | 广州市中山一路55号                        | 广州局、柳州局、十五局一公司合并                                                                   |
| 中国铁建国际集团有限公司         | 北京市海淀区复兴路40号                    | 2012年12月成立                                                                                     |
| 中国土木工程集团有限公司         | 北京市海淀区北蜂窝4号                     | 前身是铁道部援外办公室，1979年6月1日改制为中国土木工程公司，2003年9月并入中国铁建。                |
| 中铁建设集团有限公司             | 北京市石景山区石景山路20号                | 房建、市政建设等业务。前身为1979年6月成立的铁道兵独立建筑团。                                      |
| 中国铁建电气化局集团有限公司     | 北京市石景山路29号                        | 2005年7月成立                                                                                      |
| 中国铁建港航局集团有限公司       | 珠海市香洲区前山翠峰街189号               | 2011年7月成立                                                                                      |
| 中铁建城集团有限公司             | 长沙市岳麓区杜鹃路772号                   | 2014年3月成立                                                                                      |
| 中铁第一勘察设计院集团有限公司   | 西安市西影路2号                           | 2003年11月铁道部铁一院划归中国铁建。2005年12月由兰州搬迁西安。                                     |
| 中铁第四勘察设计院集团有限公司   | 武汉市武昌杨园和平大道745号               | 2003年11月铁道部铁四院划归中国铁建。                                                               |
| 中铁第五勘察设计院集团有限公司   | 北京市大兴区康庄路9号                     | 前身为铁道兵科学技术研究院；2004年哈尔滨铁路局的设计院并入                                         |
| 中铁上海设计院集团有限公司       | 上海市天目中路291号                       | 2004年，上海铁路局、南昌铁路局管内的设计院、设计所划归中国铁建。                                   |
| 昆明中铁大型养路机械集团有限公司 | 昆明市羊方旺384号                         | |
| 中国铁建重工集团股份有限公司     | 长沙经济技术开发区东七路88号              | |
| 北京铁城建设监理有限责任公司     | 北京市海淀区复兴路40号中国铁建大厦9楼西区 | 1996年1月成立                                                                                      |
| 中国铁建投资集团有限公司         | 北京市海淀区复兴路40号中国铁建大厦B座     | 2011年5月成立                                                                                      |
| 中國鐵建(香港)有限公司           | 香港九龍觀塘海濱道133號萬兆豐中心10樓A室  | |

## 外部連結
- 中國鐵建股份有限公司
- 中国铁建的X（前Twitter）